# Cupuaçu
Cupuaçu oder Großblütiger Kakao (Theobroma grandiflorum) ist eine Pflanzenart aus der Gattung Theobroma innerhalb der Familie der Malvengewächse (Malvaceae). Dieser kleine Baum stammt aus Brasilien. Seine Früchte können ähnlich genutzt werden wie die des verwandten Kakaos (Theobroma cacao); im Vergleich zu Kakao hat Cupuaçu bisher jedoch eher geringe kommerzielle Bedeutung in Europa.

## Beschreibung

### Vegetative Merkmale
Der Großblütige Kakao wächst als Baum und erreicht Wuchshöhen von bis zu 20 Metern, bei Stammdurchmessern von bis zu 45 Zentimetern. Kultivierte Exemplare bleiben mit etwa 6 bis 10 Meter meist deutlich kleiner. Der Stamm wächst zunächst etwa 1 bis 1,5 Meter aufrecht (orthotrop) und teilt sich dann in drei Seitenzweige (plagiotrop). Nach einiger Zeit treibt im Zentrum dieser drei Zweige wieder eine Knospe, wächst senkrecht und bildet ein neues „Stockwerk“ mit drei Seitenzweigen in diesem Verzweigungsmuster. Im Schatten werden dabei die senkrechten Zweige, in der Sonne die Seitenzweige gefördert. Das Wurzelsystem besteht aus einer schwach ausgeprägten Pfahlwurzel und bleibt ansonsten oberflächennah. Die Wurzeln sind nicht weit ausgebreitet und reichen kaum über den Durchmesser der Baumkrone hinaus.

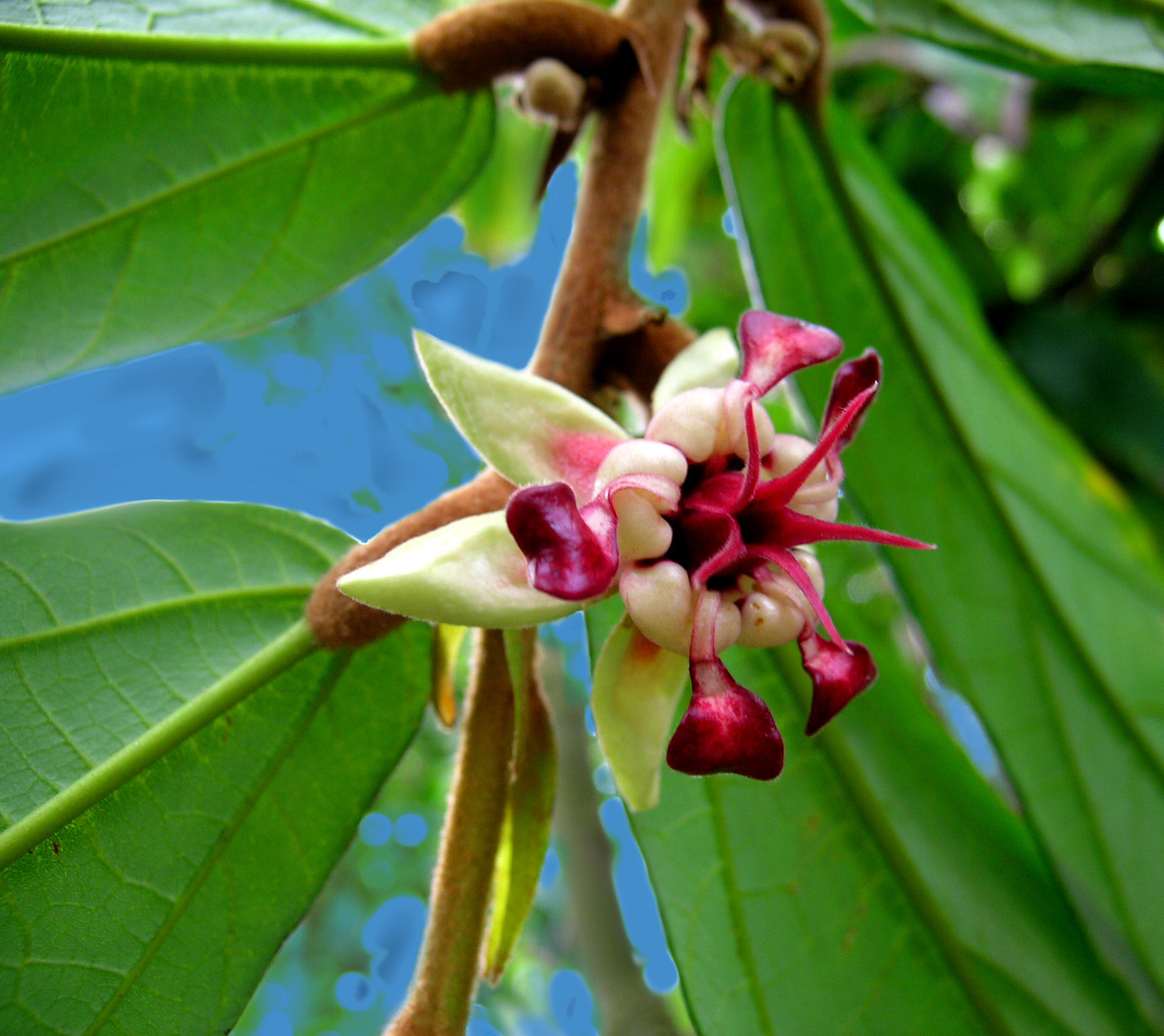
Nahaufnahme einer Blüte

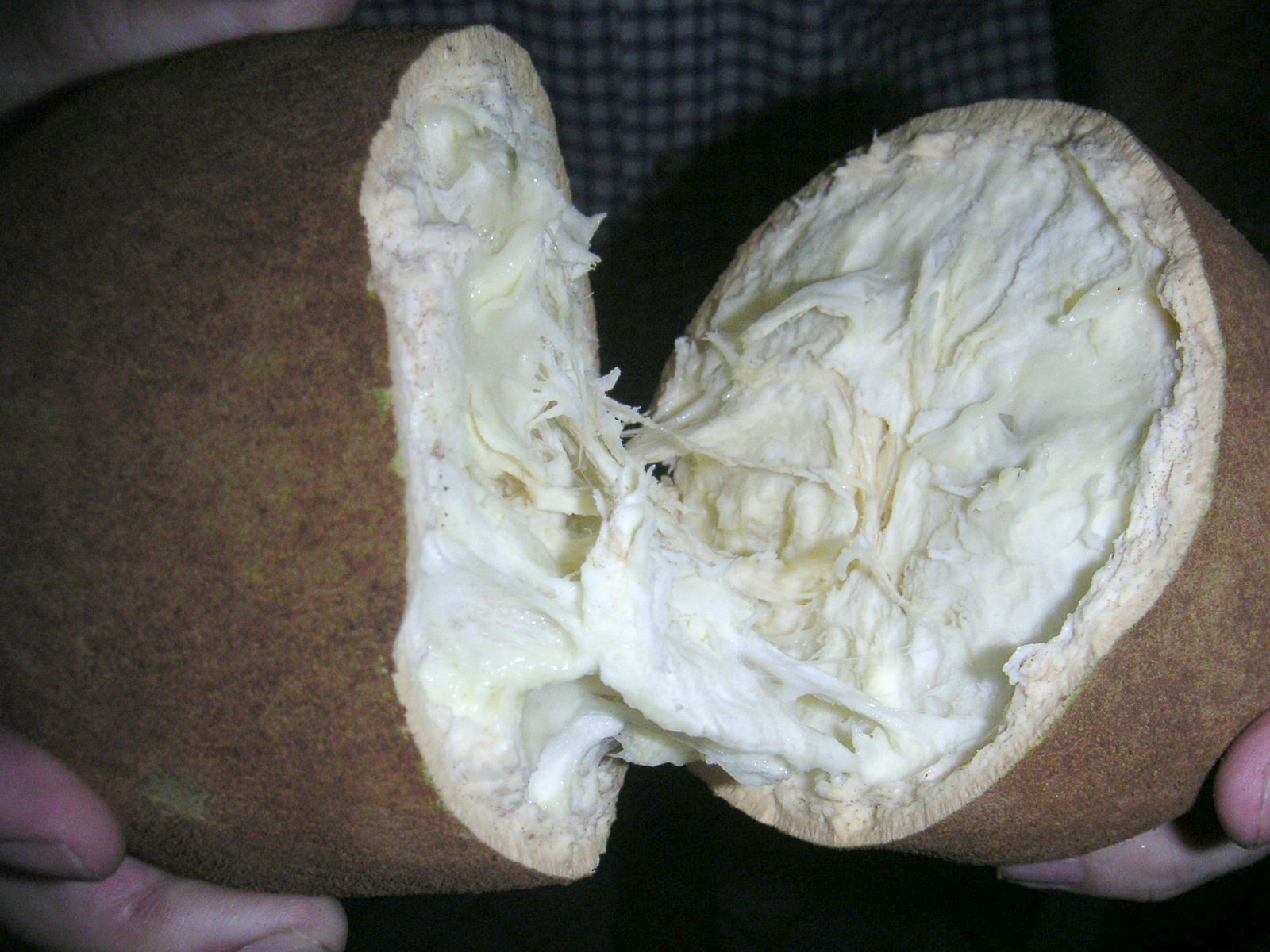
Geöffnete Cupuaçu-Frucht

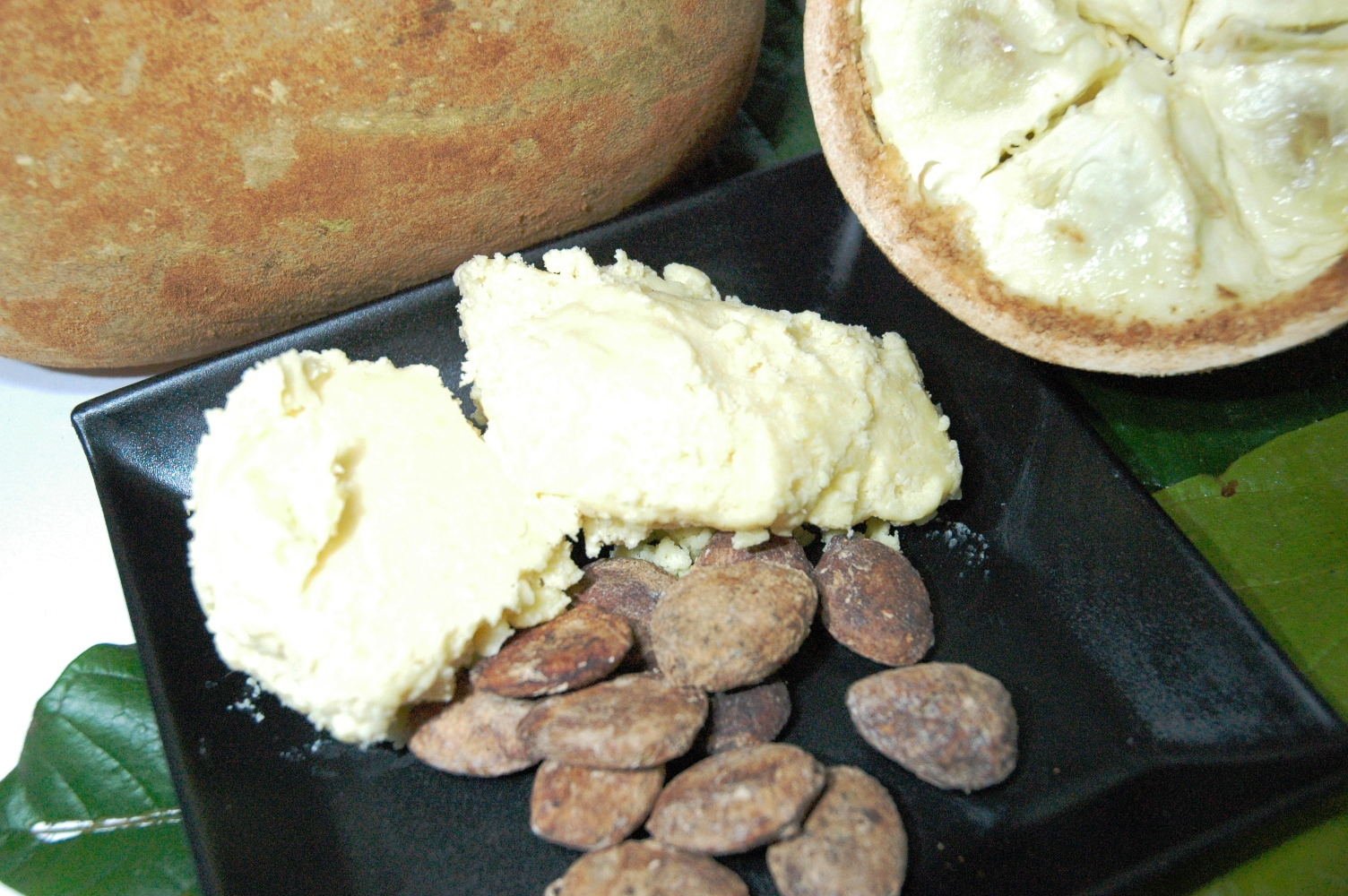
Cupuaçubutter und Samen

Die einfachen, ledrigen, großen und gestielten Laubblätter sind bei Länge von 15 bis 60 Zentimetern sowie einer Breite von 7 bis 15 Zentimetern verkehrt-eiförmig bis länglich-oval und ganzrandig. Während des Laubaustriebes sind sie etwas rötlich gefärbt und mit braunen Haaren (Trichomen) bedeckt, später sind sie oberseits grün und unterseits hellgrün. Es können zwei kleine, haarige und beständige Nebenblätter vorhanden sein.

### Generative Merkmale
Die gestielten Blüten sitzen einzeln oder in kleinen Gruppen zusammen in zymösen Blütenständen an den Seitenzweigen, nicht jedoch an den senkrechten Zweigen. Die zwittrigen Blüten sind radiärsymmetrisch und fünfzählig. Die drei bis fünf verwachsenen, dicklich-fleischigen und eiförmig bis eilanzettlichen, bootförmigen Kelchblätter sind grün-weißlich und außen feinhaarig. Es folgen nach innen fünf weißliche und haubenförmige, fleischige Kronblätter mit einer ausladenden, rötlichen und spatelförmigen Zunge. Von den zehn Staubblättern sind fünf in lange, haarige, unfruchtbare, rötliche und pfriemliche, auswärtgebogene Staminodien umgewandelt. Die fünf kurzen, fertilen Staubblätter tragen jeweils Staubbeutel mit drei zweikammerigen Theken. Fünf Fruchtblätter sind zu einem oberständigen, feinhaarigen Fruchtknoten mit einem kurzen, gelblichen und konischen Griffel und auslaufender Narbe verwachsen. Die Blütezeit richtet sich nach den Regenperioden; die Hauptblütezeit liegt am Beginn der Regenzeit, im Oktober und November, eine zweite, geringer ausfallende Blühperiode findet von Juli bis August statt.
Die großen, ellipsoiden Beeren (Panzerbeeren) (oder nach anderer Auffassung Steinfrüchte) reifen nach vier bis fünf Monaten und erreichen dann eine Länge zwischen 12 und 35 Zentimetern, einen Durchmesser zwischen 10 und 15 Zentimetern und ein Gewicht zwischen einem halben und zweieinhalb Kilogramm. Reife Früchte verströmen einen starken, angenehmen Duft. Die bei Reife braune Fruchtschale ist dicht, kurz und flaumig behaart. Die äußere Schale (Exokarp) ist hart und spröde, darunter liegt das dicke, porös-faserige und ebenso harte (Mesokarp und Endokarp). In der Frucht befinden sich 25 bis 50 Samen, die von cremefarbenem, wohlriechendem „Fruchtfleisch“ (Pulpe) umhüllt sind. Die bräunlichen Samen sind abgeflacht und etwa 3 Zentimeter lang und 2,5 Zentimeter breit. Die Samen sind nur sehr kurze Zeit lebensfähig. Die Keimung erfolgt wenige Tage nach der Aussaat hypogäisch.
Die Chromosomenzahl beträgt 2n = 40.

## Verbreitung
Cupuaçu stammt aus den tropischen Tiefland-Regenwäldern in Höhenlagen unterhalb von 400 Metern am unteren Amazonas, im Südosten des brasilianischen Bundesstaates Pará und dem angrenzenden Maranhão. Die mittleren Temperaturen betragen 24 bis 28 °C, die Luftfeuchtigkeit liegt zwischen 75 und 90 %, der Jahresniederschlag übersteigt 1000 mm. Die Cupuaçu-Pflanzen wachsen dort im Schatten höherer Bäume, gegen Austrocknung sind sie sehr empfindlich. Kurze Überschwemmungen werden vertragen, der Boden muss aber durchlässig sein.
Aufgrund der Nutzung durch den Menschen ist diese Pflanzenart im ganzen Amazonasbecken sowie vereinzelt bis nach Costa Rica anzutreffen.
Der ursprüngliche Lebensraum wird durch Waldrodung sowie durch den Bau des Tucuruí-Staudammes stark verkleinert.

## Nutzung
Genutzt werden die Früchte: das „Fruchtfleisch“ schmeckt säuerlich-aromatisch und findet versetzt mit Zucker Verwendung in Erfrischungsgetränken, Marmeladen, Likören, Vodka, Joghurts, Eiscremes und ähnlichen Erzeugnissen. Die Samen bestehen zur Hälfte aus Fett und werden ähnlich denen des Kakaos (Theobroma cacao) genutzt. Die erzeugte Schokolade hat allerdings eine geringe Qualität, was an den unzulänglich entwickelten Fermentierungstechniken liegen könnte. In der Küche Amazoniens hat die Cupuaçu-Schokolade, auch „Cupulate“ in Brasilien genannt, eine große Bedeutung, sie kann zur Herstellung von Pralinen, Eis, Cremes, Gelees und Torten benutzt werden.
Tabelle der Verwendung von Cupuaçu 
| Lebensmittel als Frucht | Kosmetik als Butter                               | Heilmittel als Frucht          |
| Süßspeisen              | Cremes und Lotionen                               | Blutdrucksenkend               |
| Erfrischungsgetränke    | Haarpflegeprodukte                                | Diabetes-Vorbeugung            |
| Marmelade               | pflanzlicher Lanolin-Ersatz                       | Cholesterinspiegel-Reduzierung |
| Joghurt                 | Alternative bei Unverträglichkeit von Shea-Butter | Libido-Steigerung              |
| Liköre als Essenz       | Anti-Aging-Grundlage von veganen Produkten        |                                |
| Schokolade              | Lippenpflegeprodukte                              |                                |
| Pralinen als Schokolade | Cremes und Lotionen                               |                                |
| Gelees als Frucht       | Sonnenschutzmittel                                |                                |
| Torten als Schokolade   |                                                   |                                |

Die Fruchtschale kann als organischer Dünger genutzt werden.
Die Samen werden gegen Bauchschmerzen eingesetzt und der von Schamanen gesegnete Cupuaçusaft soll bei schwierigen Geburten erleichternd wirken. Die Cupuaçubutter wird, wegen ihrer antibakteriellen Wirkung, zur Wundheilung verwendet, in der Körperpflege ist sie geschätzt wegen ihres hohen Anteils an Phytosterinen, Vitamin E und wegen ihres Duftes.
In Kultur werden drei wichtige Sorten bzw. Sortengruppen unterschieden:
- Mamau: samenlose Sorte, wird über Stecklinge oder Veredelung vermehrt
- Mamorano-Gruppe: Früchte am Ende zugespitzt, groß
- Redondo-Gruppe: rundliche, kleinere Früchte

Pro Hektar und Jahr werden bis zu 7.000 Früchte geerntet, was etwa zwei Tonnen Fruchtfleisch und anderthalb Tonnen Samen entspricht. Der Anbau erfolgt in Plantagen, wobei Mischkulturen gute Erfolge bringen, da die Pflanzen an Halbschatten angepasst sind. Deshalb wird dem Großblütigen Kakao ein gewisses Potenzial zur naturnahen Bewirtschaftung amazonischer Regenwaldgebiete zugesprochen. Teils kommen Cupuaçu-Früchte auch aus Wildsammlungen auf den Markt – eine Perspektive für die Bewohner des Regenwaldes, da ihnen der Verkauf der waldschonend gesammelten Früchte eine Lebensgrundlage bietet, die nicht mit Brandrodungen einhergeht.
1985 entwickelte das öffentliche Forschungsinstitut „EMBRAPA Amazônia Oriental“ in Belém ein verbessertes Verfahren zur Herstellung von Cupulate, dessen Beschreibung 1990 veröffentlicht wurde. Trotzdem versuchte ein japanischer Lebensmittelkonzern (Asahi Foods, Kyoto) Cupuaçu in Japan, USA und Europa als Warenzeichen eintragen zu lassen, und beantragte einen Patentschutz für die Verarbeitung des ölhaltigen Samens zu Cupulate. Dies rief den Protest einiger NGOs hervor, die dieses Vorgehen als Biopiraterie bezeichnen. Inzwischen ist allerdings die Marke annulliert, und die Patentanträge sind abgewiesen.